# Кутбурга
Кутбурга или Кутбурха (др.-англ. Cuthburh, Cuthburg; ум. ок. 718) — королева Нортумбрии, жена короля Элдфрита и первая аббатиса Уимборнского монастыря. Канонизирована; день памяти — 31 августа.

## Жизнь
Брак с Кутбургой обеспечил Элдфриту поддержку одного из самых могущественных королей в англосаксонской Англии — короля Уэссекса Ине, которой был её братом. У Элдфрита было по крайней мере двое сыновей, но не от Кутбурги.
Согласно Флоренсу Вустерскому, который жил намного позже, к моменту смерти Элдфрита в 705 году он и Кутбурга «отказались от исполнения супружеского долга во имя любви к Богу». После этого Кутбурга ушла в монастырь Баркинга. Она традиционно отождествляется с «Кутбургой», упоминаемой в посвящении трактата Альдхельма De virginitate. Считается, что она каким-то образом была связана с Альдхельмом. После смерти Элдфрита Кутбурга и её сестра Квенбурга основали монастырь в Уимборне, Дорсет. Она была аскетом в женском монастыре в Уимборне общалась с прелатами через маленький люк.